# Tossal de l'Abadia (Castissent)
El Tossal de l'Abadia és un cim de 727,3 m d'altitud situat a l'antic terme ribagorçà de Fígols de Tremp, en la part corresponent a l'Alta Ribagorça, pertanyent a l'actual terme municipal de Tremp, del Pallars Jussà.
Està situat al centre de l'antic terme esmentat, a prop i a llevant de la Noguera Ribagorçana, a prop de la Central del Pont de Montanyana. El Canal del Pont de Montanyana fa tota la volta al tossal, arribant pel nord-est, passant pel sud, i marxant-ne per l'oest, on hi ha una petita resclosa d'on arrenca el tub que baixa cap a la central esmentada, per tal de produir energia elèctrica.
S'arriba al Tossal de l'Abadia des del Pont de Montanyana per la carretera C-1311 en direcció a Tremp, per la qual al cap de 500 metres, es troba cap a la dreta la Carretera de la Central; seguint-la, al cap de quasi 2 quilòmetres, es troba el trencall cap a l'esquerra del Camí Nou de Castissent, pel qual s'arriba al Tossal de l'Abadia en 3 quilòmetres i mig més.
En el Tossal de l'Abadia es troben algunes restes, poques, del Castell de Castissent i l'església, de caràcter parroquial, però en desús, de Sant Joan Baptista de Castissent, amb les restes de l'antic cementiri parroquial.